# São Victor (Braga)

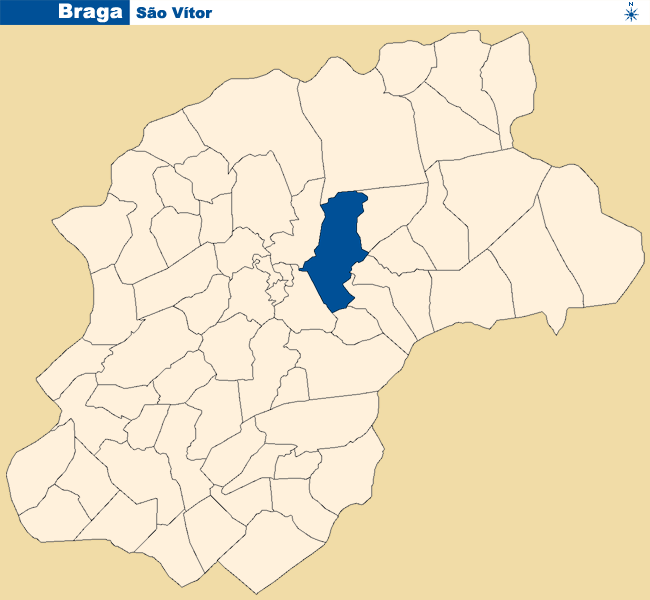
Localização no município de Braga

São Victor ou Braga (São Vítor) é uma freguesia portuguesa do município de Braga, com 4,08 km² de área e 32 876 habitantes (censo de 2021). A sua densidade populacional é 8 057,8 hab./km².

## Demografia
A população registada nos censos foi:
| Ano  | 0-14 Anos | 15-24 Anos | 25-64 Anos | > 65 Anos |
| 2001 | 4530      | 4128       | 14314      | 2435      |
| 2011 | 4941      | 3467       | 17601      | 3633      |
| 2021 | 4346      | 4065       | 18942      | 5523      |

## Património
- Igreja de São Victor ou Igreja Paroquial de São Victor
- Igreja Senhora-a-Branca
- Sete Fontes de São Victor - Sistema de Captação do Sistema de Água do século XVIII, à cidade de Braga.
- Capela de Guadalupe

## Instituições
- Velha-a-Branca — Estaleiro Cultural

## Resultados eleitorais

### Eleições autárquicas (Junta de Freguesia)
| Partido      | %    | M    | %    | M    | %    | M    | %    | M    | %    | M    | %    | M    | %    | M    | %    | M    | %    | M    | %    | M    | %    | M    |
| Partido      | 1976 | 1976 | 1979 | 1979 | 1982 | 1982 | 1985 | 1985 | 1989 | 1989 | 1993 | 1993 | 1997 | 1997 | 2001 | 2001 | 2005 | 2005 | 2009 | 2009 | 2013 | 2013 |
| ------------ | ---- | ---- | ---- | ---- | ---- | ---- | ---- | ---- | ---- | ---- | ---- | ---- | ---- | ---- | ---- | ---- | ---- | ---- | ---- | ---- | ---- | ---- |
| PS           | 30,1 | 4    | 37,4 | 8    | 41,5 | 8    | 36,1 | 5    | 45,3 | 7    | 42,5 | 6    | 40,3 | 6    | 37,8 | 6    | 28,3 | 4    | 24,7 | 5    | 32,3 | 7    |
| CDS-PP       | 29,8 | 3    | 23,8 | 5    |      |      | 35,5 | 5    | 8,4  | 1    | 8,4  | 1    | 9,4  | 1    |      |      |      |      |      |      |      |      |
| FEPU/APU/CDU | 16,9 | 2    | 17,5 | 3    | 17,5 | 3    | 15,9 | 2    | 11,9 | 1    | 15,8 | 2    | 13,8 | 2    | 11,8 | 1    | 9,4  | 1    | 7,5  | 1    | 10,0 | 2    |
| PPD/PSD      | 15,5 | 2    | 18,5 | 3    |      |      |      |      | 29,3 | 4    | 28,6 | 4    | 29,8 | 4    |      |      |      |      |      |      |      |      |
| AD           |      |      |      |      | 37,5 | 8    |      |      |      |      |      |      |      |      |      |      |      |      |      |      |      |      |
| PRD          |      |      |      |      |      |      | 9,2  | 1    | 2,0  | -    |      |      |      |      |      |      |      |      |      |      |      |      |
| PSD-CDS-PPM  |      |      |      |      |      |      |      |      |      |      |      |      |      |      | 40,3 | 6    | 51,2 | 7    | 58,2 | 12   | 45,0 | 9    |
| B.E.         |      |      |      |      |      |      |      |      |      |      |      |      |      |      | 5,1  | -    | 6,7  | 1    | 5,9  | 1    |      |      |
| IND          |      |      |      |      |      |      |      |      |      |      |      |      |      |      |      |      |      |      |      |      | 7,2  | 1    |